# Борисов, Леонид Ильич
Леонид Ильич Борисов (23 мая (4 июня) 1897 — 4 декабря 1972) — русский советский прозаик и эссеист, биограф.

## Биография
Отец Борисова был портным, мать служила горничной у профессора Академии художеств Адольфа Шарлеманя. В 1915 — окончание гимназии, военная служба, первая публикация. В 1919 Борисов был в РККА, затем работал в различных советских учреждениях.
Литературную деятельность Борисов начинал как поэт, но известности он достиг только в 1927 благодаря роману «Ход конём», неоднократно переводившемуся на другие языки. В сталинские времена Борисов публиковал только короткие прозаические произведения, которые критиковались из-за их романтической окрашенности.
Отрицательным клеймом был отмечен после партийного постановления 1946 из-за его повести об А. Грине «Волшебник из Гель-Гью» (1945), повесть вызвала также крайне негативную оценку вдовы Грина — Нины Николаевны, но публиковать его не перестали.
В 1955 Борисов написал роман о Жюле Верне, в 1957 — о Стивенсоне, в 1963 он написал повесть, в центре которой судьба Сергея Рахманинова. Биографические произведения Борисова основаны не на научном исследовании, а на личных впечатлениях и вымысле. В конце жизни писал преимущественно воспоминания.

## Адреса
- Малая Пушкарская ул., д. 26
- С июня 1935 г. — Набережная канала Грибоедова, д. 9 (дом с «писательской надстройкой»).

## Сочинения
- Борисов Л. И. Ход конем: Роман в 2-х частях. — Л.: «Прибой», 1927. — 224 с.
- Борисов Л. И. 2 Леонарди 2: [Рассказы]. — Л.: Изд-во писателей в Ленинграде, 1928. — 135, [7] с.
- Борисов Л. И. Аквариум. — Л.: Изд-во писателей в Ленинграде, 1928.
- Борисов Л. И. Галка (сборник рассказов), 1930.[4]
- Борисов Л. И. Ремонт, 1931
- Борисов Л. И. Работа, 1931
- Борисов Л. И. Весьма возможно, 1933
- Борисов Л. И. Сеанс окончен, 1934
- Борисов Л. И. Начало истории (сборник рассказов), 1938
- Борисов Л. И.  солнце (сборник рассказов), 1940
- Борисов Л. И. Вечерняя заря (сборник рассказов), 1941
- Борисов Л. И. Волшебник из Гель-Гью: Романтическая повесть. Оформление С. Майофиса. Редактор С. Д. Спасский. — Л.: Ленинградское газетно-журнальное и книжное изд-во, 1945. — 176 с., илл.
- Борисов Л. И. Дунайские волны (сборник рассказов), 1947
- Борисов Л. И. Повесть о моих друзьях, 1949
- Борисов Л. И. Утро обещает, 1955
- Борисов Л. И. Жюль Верн, 1955
- Борисов Л. И. Под флагом Катрионы, 1957
- Борисов Л. И. Золотой петушок, 1960
- Борисов Л. И. Жестокий воспитатель, 1961
- Борисов Л. И. Щедрый рыцарь, 1962
- Борисов Л. И. В тоске и славе, «Звезда», 1963, № 8-9
- Борисов Л. И. Свои по сердцу, 1966
- Борисов Л. И. Рассказы о певце Фёдоре Шаляпине, 1966
- Борисов Л. И. Драгоценный груз, 1966
- Борисов Л. И. Цветы и слёзы, 1967
- Борисов Л. И. Родители, наставники, поэты… Книга в моей жизни, 1967
- Борисов Л. И. За круглым столом прошлого. Воспоминания, 1971